# Scheloribates discifer
Scheloribates discifer är en kvalsterart som beskrevs av Balogh 1959. Scheloribates discifer ingår i släktet Scheloribates och familjen Scheloribatidae. Inga underarter finns listade i Catalogue of Life.